# Смішарики. Легенда про золотого дракона
Смішарики. Легенда про золотого дракона (рос. Смеша́рики. Легенда о золотом драконе) — повнометражний анімаційний фільм режисера Дениса Чернова  в форматі 3D, що є сіквелом мультсеріалу «Смішарики». Прем'єра мультфільму планувалася 1 жовтня 2015 року, але була призначена на 17 березня 2016 року. Мультфільм зроблений групою компаній «Рікі», що включає в себе студію «Петербург».

## Сюжет
Видатний учений і його команда відправляються в саме серце диких джунглів, де їх чекають небезпечні пригоди, люті туземці і розкрадачі гробниць, до зубів озброєні гаджетами.

## Ролі озвучували
| Персонаж    | Актёр                |
| ----------- | -------------------- |
| Бараш       | Вадим Бачанов        |
| Крош        | Антон Виноградов     |
| Совунья     | Сергій Мардар        |
| Кар-Карович | Сергій Мардар        |
| Нюша        | Світлана Письмиченко |
| Їжачок      | Володимир Постніков  |
| Копатович   | Михайло Черняк       |
| Пін         | Михайло Черняк       |
| Лосяш       | Михайло Черняк       |
| Дизель      | Дмитро Нагієв        |
| Лара        | Олена Шульман        |
| Вождь       | Гарік Харламов       |
| Заст        | Володимир Маслаков   |

## Саундтрек
Запись песен произведена на студии звука СКА «Петербург».

## Нагороди
- 2017 - 22 Відкритий Російський Фестиваль анімаційного кіно в Суздалі: Приз журі «За найкращий повнометражний фільм» - «Смішарики. Легенда про Золотого Дракона ». [2]

- 2017 - Ікар (кінопремія): Лауреат в номінації «Фільм у прокаті» - «Смішарики. Легенда про Золотого Дракона ». [3]